# Lacapelle-Barrès
 Lacapelle-Barrès  es una población y comuna francesa, situada en la región de Auvernia, departamento de Cantal, en el distrito de Saint-Flour y cantón de Pierrefort.

## Demografía
| 148 | 126 | 110 | 105 | 110 | 78 |
| Para los censos de 1962 a 1999 la población legal corresponde a la población sin duplicidades (Fuente: INSEE [Consultar]) |     |     |     |     |    |